# John Davies (Historiker)

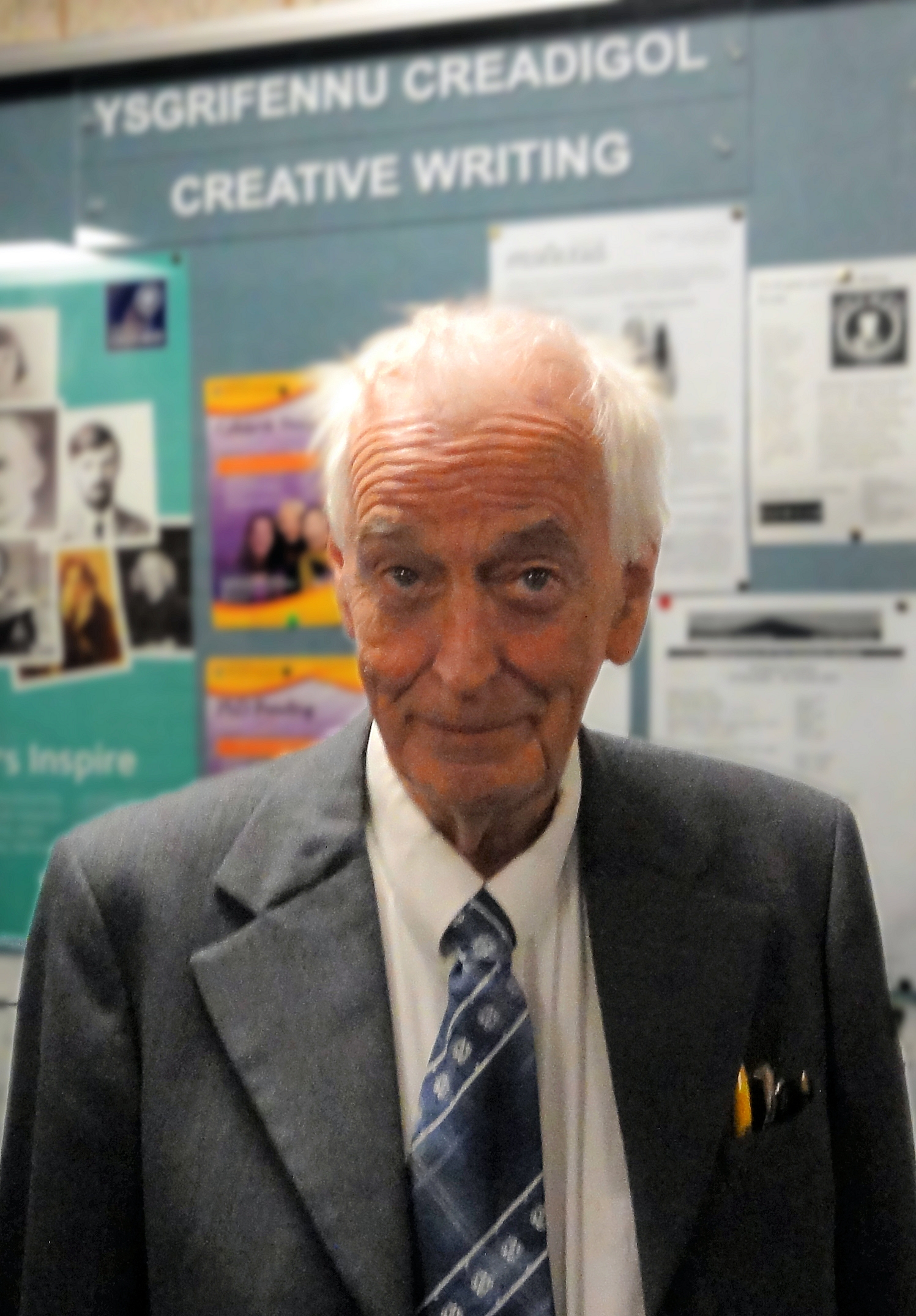
John Davies (2013)

John Davies (* 25. April 1938 in Rhondda; † 16. Februar 2015 in Grangetown bei Cardiff) war ein walisischer Historiker und Medienautor.

## Leben
Nach Studien in Cardiff und Cambridge lehrte Davies Walisische Sprache an der University of Wales in Aberystwyth. Seit 1980 veröffentlichte er Standardwerke zur walisischen Geschichte – teils auch in walisischer Sprache – und verfasste zahlreiche Rundfunk- und Fernsehbeiträge für die BBC. 2010 erhielt er den Walisischen Buchpreis für sein Werk Cymru: Y 100 Lle I'w Gweld Cyn Marw („Wales: 100 Orte, die man sehen muss, bevor man stirbt“).

## Werke (Auswahl)
- A History of Wales. Penguin, 1994. Überarbeitete Ausgabe 2007, ISBN 0-14-028475-3.
- Broadcasting and the BBC in Wales. University of Wales Press 1994, ISBN 978-0708312735.
- The Making of Wales. The History Press, 2. Auflage 2009, ISBN 0-7524-5241-X.
- The Celts. Cassell, 2000, ISBN 0-304-35590-9.